# 般若苑
般若苑（はんにゃえん）は、港区白金台にあった料亭である。

## 概要
1939年(昭和14年)、荏原製作所創業者・畠山一清が居所をかまえるため、江戸時代末に薩摩藩主・島津重豪の隠居所跡だった白金台の地に、奈良・般若寺の堂宇を移築、加賀藩の家老職であった元横山男爵旧邸の能舞台も同時に移し、それらを元に全体を構成して邸宅を作った。数寄屋大工として名をはせた木村清兵衛に学んだ大工の坂爪清松がこれらの仕事を担当した。
第二次世界大戦後、一時石橋湛山大蔵大臣の公邸として用いられた後、売りに出て料亭・般若苑となる。1948年に開業したこの料亭は多くの政財界人に愛された。外務省によってリチャード・ニクソンやジョン・フォスター・ダレス、ジョゼフ・ドッジといった外国要人の接待に用いられ、三島由紀夫の小説『宴のあと』の舞台にもなった。経営者である畔上輝井とその夫の有田八郎が三島由紀夫の小説「宴のあと」の登場人物のモデルとなっており、小説の舞台となる料亭「雪後庵」も般若苑をモデルにしている。2005年に閉店し、解体された。
跡地には地上4階・地下2階、延面積約1万㎡の豪邸・テラス白金が建設された。